# Hohenbergia polycephala
Hohenbergia polycephala är en gräsväxtart som först beskrevs av John Gilbert Baker, och fick sitt nu gällande namn av Carl Christian Mez. Hohenbergia polycephala ingår i släktet Hohenbergia och familjen Bromeliaceae.
Artens utbredningsområde är Jamaica. Inga underarter finns listade i Catalogue of Life.